# لوکا لونچار
لوکا لونچار (کرواتی: Luka Lončar؛ زادهٔ ۲۶ ژوئن ۱۹۸۷) بازیکن واترپلو اهل کرواسی است.